# Nikolaj Drozděckij
Nikolaj Vladimirovič Drozděckij (rusky Николай Владимирович Дроздецкий, * 14. června 1957 Kolpino, SSSR – 25. listopadu 1995 Petrohrad, Rusko) byl ruský hokejový útočník.

## Reprezentace

### Juniorské
Drozděckij byl juniorským mistrem Evropy do 19 let z šampionátu 1975 ve Francii.
V dresu národního týmu do 20 let získal zlato na mistrovství světa juniorů 1976 ve Finsku – jednalo se v té době ještě ale o neoficiální ročník turnaje.

### SSSR
Premiéru v sovětské reprezentaci si odbyl 15. dubna 1980 v Hämeenlinně v přátelském utkání proti domácímu Finsku (8:2). Na velkém turnaji se poprvé objevil v rámci mistrovství světa 1981 ve Švédsku (zlato). Byl členem vítězného týmu na Kanadském poháru 1981. Zlatou medaili si přivezl i z mistrovství světa 1982 ve Finsku. Byl nejlepším střelcem na olympijském turnaji 1984 v Sarajevu, kde se stal olympijským vítězem. Naposledy reprezentoval na mistrovství světa 1985 v Československu (bronz).
Celkem odehrál 109 utkání a nastřílel 64 branek.

### Reprezentační statistiky
| 1975 | SSSR 19 | ME 19 | 5  | 3  | 0 | 3  | 4 |
| 1976 | SSSR 20 | MS 20 | 4  | 0  | 2 | 2  | 4 |
| 1981 | SSSR    | MS    | 8  | 5  | 6 | 11 | 4 |
| 1981 | SSSR    | KP    | 7  | 2  | 2 | 4  | 2 |
| 1982 | SSSR    | MS    | 8  | 1  | 0 | 1  | 2 |
| 1984 | SSSR    | OH    | 7  | 10 | 2 | 12 | 2 |
| 1985 | SSSR    | MS    | 10 | 5  | 7 | 12 | 4 |

pozn: kurzívou psané MS 20 nebylo oficiální

## Kariéra
Odchovanec klubu SKA Leningrad debutoval za mateřský klub v nejvyšší sovětské soutěži v sezoně 1974/75. V roce 1979 přestoupil do HC CSKA Moskva. V tomto klubu nepatřil mezi oblíbené hráče trenéra Viktora Tichonova a v průběhu ročníku 1986/87 se vrátil do Leningradu. S CSKA získal sedmkrát mistrovský titul. Celkově v lize sehrál do svého odchodu do zahraničí 503 utkání a vstřelil 252 branek. V roce 1984 byl zařazen do sovětského All star týmu a byl zvolen hokejistou roku.
V roce 1989 bylo umožněno sovětským hráčům odejít do zahraničí, Drozděckij působil v letech 1989–1995 ve švédském klubu Borås HC, kterému v roce 1991 pomohl k postupu do 2. ligy. Číslo dresu 13 se na jeho počest v klubu nepoužívá.

## Klubové statistiky
| Sezona  | Klub          | Soutěž | Základní část | Základní část | Základní část | Základní část | Základní část |
| Sezona  | Klub          | Soutěž | Z             | G             | A             | B             | TM            |
| ------- | ------------- | ------ | ------------- | ------------- | ------------- | ------------- | ------------- |
| 1974/75 | SKA Leningrad | SSSR   | 6             | 1             | 1             | 2             | 2             |
| 1975/76 | SKA Leningrad | SSSR   | 31            | 6             | 7             | 13            | 4             |
| 1976/77 | SKA Leningrad | SSSR   | 16            | 3             | 3             | 6             | 20            |
| 1977/78 | SKA Leningrad | SSSR   | 27            | 15            | 14            | 29            | 21            |
| 1978/79 | SKA Leningrad | SSSR   | 41            | 27            | 17            | 44            | 72            |
| 1979/80 | CSKA Moskva   | SSSR   | 41            | 31            | 18            | 49            | 22            |
| 1980/81 | CSKA Moskva   | SSSR   | 44            | 30            | 28            | 58            | 21            |
| 1981/82 | CSKA Moskva   | SSSR   | 46            | 28            | 16            | 44            | 25            |
| 1982/83 | CSKA Moskva   | SSSR   | 42            | 17            | 18            | 35            | 16            |
| 1983/84 | CSKA Moskva   | SSSR   | 44            | 31            | 20            | 51            | 34            |
| 1984/85 | CSKA Moskva   | SSSR   | 39            | 12            | 11            | 23            | 28            |
| 1985/86 | CSKA Moskva   | SSSR   | 31            | 12            | 8             | 20            | 20            |
| 1986/87 | CSKA Moskva   | SSSR   | 7             | 3             | 2             | 5             | 2             |
|         | SKA Leningrad | SSSR   | 14            | 13            | 1             | 14            | 4             |
| 1987/88 | SKA Leningrad | SSSR   | 30            | 8             | 9             | 17            | 20            |
| 1988/89 | SKA Leningrad | SSSR   | 42            | 13            | 17            | 30            | 20            |
| 1989/90 | Borås HC      | SWE3   | 34            | 41            | 42            | 83            | 152           |
| 1990/91 | Borås HC      | SWE3   | 34            | 42            | 46            | 88            | 104           |
| 1991/92 | Borås HC      | SWE2   | 28            | 24            | 20            | 44            | 80            |
| 1992/93 | Borås HC      | SWE2   | 26            | 12            | 33            | 45            | 56            |
| 1993/94 | Borås HC      | SWE2   | 32            | 13            | 28            | 41            | 60            |
| 1994/95 | Borås HC      | SWE2   | 31            | 8             | 17            | 25            | 69            |

## Smrt
Zemřel 25. listopadu 1995 v Petrohradě kvůli problémům s cukrovkou. Je pohřben v rodném Kolpinu. S manželkou měl dvě děti, syna Alexandra v roce 2000 draftoval klub NHL Philadelphia Flyers (nikdy však mimo Rusko nehrál).